# Ferla
Ferla ist eine italienische Gemeinde im Freien Gemeindekonsortium Syrakus in der Autonomen Region Sizilien mit 2259 Einwohnern (Stand 31. Dezember 2023) und ist Mitglied der Vereinigung I borghi più belli d’Italia (Die schönsten Orte Italiens).

## Lage und Daten
Ferla liegt 40 km westlich von Syrakus. Die Einwohner leben hauptsächlich von der Landwirtschaft und von der Schafszucht.
Die Nachbargemeinden sind Buccheri, Buscemi, Carlentini, Cassaro und Sortino.
Der Bahnhof Cassaro-Ferla lag an der schmalspurigen Bahnstrecke Syrakus–Ragusa.

## Geschichte
Der Name des Ortes leitet sich von ferula ab, genannt nach einer in dieser Gegend wachsenden Blume. Seit dem 12. Jahrhundert wird der Ort urkundlich erwähnt. Bei dem Erdbeben 1693 wurde der Ort zerstört. Das heutige Ferla wurde nördlich der alten Stadt wieder aufgebaut. Durch den Wiederaufbau hat Ferla einen stark barocken Charakter.

## Sehenswürdigkeiten

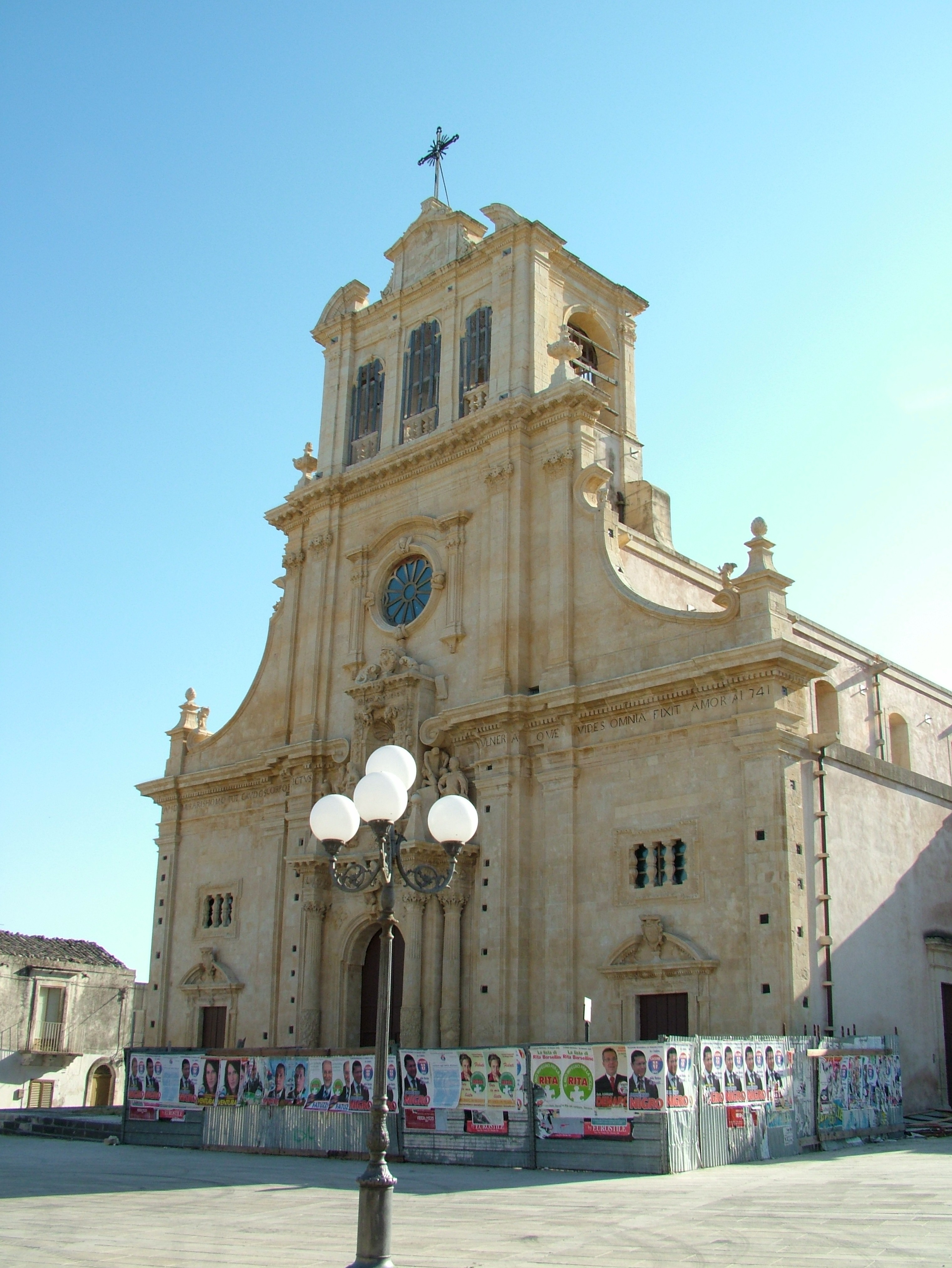
San Sebastiano

### Im Ort
- Kirche San Giacomo wurde direkt nach dem Erdbeben 1693 wieder aufgebaut
- Kirche San Sebastiano Martire gegründet im 15. Jahrhundert, nach dem Erdbeben wieder aufgebaut. Die Kirche ist eine dreischiffige Basilika mit einem barocken Portal.
- Kirche Carmelo aus dem 18. Jahrhundert
- Kirche Santa Sofia
- Konvent Frati Minori Cappuccini
- Kirche Santa Maria di gesù, Convento dei Frati Minori Riformati
- Kirche Madonna delle Grazie
- Kirche Sant’Antonio Abate aus dem 17. Jahrhundert mit einer Barockfassade, Seitenkapellen, einer achteckigen Kuppel und Malereien und Stuck im Inneren. Die Kirche hat zwei Türme, was für eine Pfarrkirche ungewöhnlich ist.
- Dammusi

### Außerhalb des Ortes
Außerhalb des Ortes kann die Nekropolis von Pantalica besichtigt werden. Die Nekropolis von Pantalica ist eine der großen Nekropolen Siziliens und umfasst mehr als 5000 Kammergräber. Sie gehört zum Weltkulturerbe der UNESCO.